# KDE Partition Manager
KDE Partition Manager (em português, Gerenciador de Partições do KDE) é uma ferramenta de particionamento de discos originalmente escrita por Volker Lanz para a comunidade KDE. Foi inicialmente lançado para KDE Software Compilation 4 e atualmente é lançado independentemente do ciclo de releases do KDE. Após a morte de Volker Lanz em abril de 2014, Andrius Štikonas continuou o desenvolvimento da ferramenta e se tornou o mantenedor do projeto.
Essa ferramenta pode ser utilizada para criar, apagar, redimensionar, mover, checar e copiar partições, e todos os seus sistemas de arquivos. É muito útil para criar espaço para novos sistemas operacionais, reorganizar a utilização dos discos, copiar dados presentes em discos rígidos e espelhar uma partição em outra. Além disso, o KDE Partition Manager é capaz de realizar o backup de sistemas de arquivos e restaurá-los.
Utiliza libparted para detectar e manipular dispositivos e tabelas de partição com várias ferramentas opcionais para manipulação de sistemas de arquivos não incluídos no libparted. Esses pacotes opcionais serão detectados em tempo de execução e não irão requerir uma recompilação do KDE Partition Manager.
Como várias outras aplicações do KDE, o KDE Partition Manager é escrito na linguagem de programação C++ e utiliza o toolkit de interfaces gráficas Qt. É lançado sob a licença GNU General Public License, sendo um software livre.

## Histórico de lançamentos
| Cor      | Significado                   |
| -------- | ----------------------------- |
| Vermelho | Lançamento não mais suportado |
| Verde    | Lançamento ainda suportado    |
| Azul     | Lançamento futuro             |

| Versão Major | Versão Minor | Data de Lançamento      | Notas |
| ------------ | ------------ | ----------------------- | --- |
| 1.0          | 1.0.0alpha1  | 18 de setembro de 2008  | Lançamento inicial. |
| 1.0          | 1.0.0alpha2  | 24 de setembro de 2008  | Correção de bugs importantes. |
| 1.0          | 1.0.0beta1a  | 13 de janeiro de 2009   | Correção de crashes e bugs, suporte para ext4.                                                                                   |
| 1.0          | 1.0.0beta2   | 30 de abril de 2009     | Correção de bugs. Criação do KCModule.                                                                                           |
| 1.0          | 1.0.0beta3   | 4 de junho de 2009      | Correção de bugs. Melhoria em velocidade e usabilidade.                                                                          |
| 1.0          | 1.0.0rc1     | 3 de agosto de 2009     | Correção de bugs. |
| 1.0          | 1.0.0        | 18 de agosto de 2009    | Primeira versão estável. |
| 1.0          | 1.0.1        | 9 de janeiro de 2010    | Correção de bugs. |
| 1.0          | 1.0.2        | 24 de abril de 2010     | Correção de bugs. Melhoria na usabilidade.                                                                                       |
| 1.0          | 1.0.3        | 1 de setembro de 2010   | Correção de bugs. Melhoria na usabilidade.                                                                                       |
| 1.1          | 1.1.0        | 10 de julho de 2014     | Novas features, suporte para setores de 4096 bytes, Btrfs, GPT, exFAT, NILFS 2, e mais. Primeiro lançamento de Andrius Štikonas. |
| 1.1          | 1.1.1        | 15 de fevereiro de 2015 | Correção de bugs. |
| 1.2          | 1.2.0        | 15 de fevereiro de 2015 | Novas features. Portado para KDE Frameworks 5. Licença alterada para GPLv3+.                                                     |
| 1.2          | 1.2.1        | 17 de fevereiro de 2015 | Correção de bugs. |
| 2.0          | 2.0.0        | 15 de janeiro de 2016   | Divisão da interface do usuario e biblioteca de particionamento. Correção de bugs.                                               |
| 2.0          | 2.0.3        | 24 de fevereiro de 2016 | Correção de bugs. |
| 2.1          | 2.1.0        | 11 de março de 2016     | Suporte para F2FS. |
| 2.2          | 2.2.1        | 27 de maio de 2016      | Suporte para LUKS. |
| 3.0          | 3.0.0        | 18 de dezembro de 2016  | Suporte para LVM. |
| 3.2          | 3.2.1        | 7 de outubro de 2017    | Suporte para UDF. |
| 3.3          | 3.3.1        | 14 de dezembro de 2017  | Melhoria no suporte para LVM e LUKS2.                                                                                            |

## Ligações Externas
- Site oficial
- News about KDE Partition Manager on the blog of Andrius Štikonas
- The KDE Partition Manager Handbook
- The source code of KDE Partition Manager
- KDE Partition Manager release source code downloads
- KDE Partition Manager on linux-apps.org